# 斯克內克塔迪縣 (紐約州)
斯克内克塔迪县（英語：Schenectady County）是美国纽约州中部偏東的一個縣，面積543平方公里。2020年人口為15萬8,061人。縣治斯克内克塔迪。該縣成立於1809年，縣名來自摩和克語「skahn-éht-ati」，意思是「松樹林的另一邊」。